# Victor Polster
Victor Polster (Brussel, 2002) is een Belgisch acteur en danser.
Polster studeert dans aan de Koninklijke Balletschool Antwerpen. Hij debuteerde met de hoofdrol van Lara in de film Girl van Lukas Dhont. De film werd geselecteerd voor het eenenzeventigste filmfestival van Cannes in de sectie Un certain regard. De film werd winnaar van de Caméra d'or (beste debuutfilm festival), de Prix FIPRESCI (internationale filmrecensenten - in de sectie Un certain regard) en de Queer Palm. Polster werd de laureaat voor de beste acteerprestatie in de Un certain regard-competitie.

## Filmografie
- 2018: Girl

## Prijzen en nominaties
De belangrijkste:
| Jaar | Prijs                   | Categorie                                 | Film | Uitslag  |
| ---- | ----------------------- | ----------------------------------------- | ---- | -------- |
| 2018 | Filmfestival van Cannes | Beste acteerprestatie (Un certain regard) | Girl | Gewonnen |